# Zdeněk Bursa
Zdeněk Bursa (* 19. července 1966) je český regionální politik, v letech 2008–2012 radní Libereckého kraje. Je členem České strany sociálně demokratické.

## Životopis
Zdeněk Bursa v roce 1984 odmaturoval na středním odborném učilišti strojírenském, kde studoval obor mechanik seřizovač. Po studiu pracoval právě jako mechanik v podniku LIAZ, po absolvování vojenské služby také u Hradní stráže. V devadesátých letech se živil nejprve jako učitel v autoškole a následně jako mistr výroby v podniku Ornela Zásada. Zde pracoval až do roku 2008.
V letech 2008 až 2011 studoval Vysokou školu regionálního rozvoje, kde získal titul bakalář.

## Politická kariéra
Bursa v krajských volbách v roce 2008 kandidoval na devátém místě kandidátky ČSSD do zastupitelstva Libereckého kraje. Ve volbách uspěl a 1. prosince 2008 byl na ustavujícím zasedání zastupitelstva zvolen krajským radním, pověřeným vedením rezortu ekonomiky.
V komunálních volbách v roce 2010 vedl kandidátku ČSSD v Zásadě na Železnobrodsku, strana však skončila předposlední a do zastupitelstva obce se nedostala.
V krajských volbách v roce 2012 se stal znovu krajským zastupitelem, kvůli špatným volebním výsledkům strany hovořil o své rezignaci, nakonec ale rezignoval až o čtyři měsíce později, poté co byl spolu s dalšími spolustraníky obviněn kvůli neoprávněnému pobírání odměn ve firmách patřících kraji.
V letech 2010 až 2011 byl členem dozorčí rady společnosti Klasický areál Harrachov, v letech 2009 až 2011 také Nemocnice Česká Lípa. 18. prosince 2012 byl novým zastupitelstvem Libereckého kraje odvolán z dozorčí rady krajských společností Krajská nemocnice Liberec, Silnice LK a Agentura regionálního rozvoje, ve kterých rovněž působil (v liberecké nemocnici dokonce jako předseda).
Ve volebním období 2008-2012 byl předsedou Komise pro nakládání s nemovitým majetkem kraje rady Libereckého kraje. Ve volebním období 2012-2016 byl nominován do Finančního výboru zastupitelstva Libereckého kraje; díky koaliční dohodě, že do výboru nebudou jmenováni osoby, proti nimž je vedeno trestní stíhání, však zvolen nebyl.

## Kontroverze
V roce 2011 se Bursa společně s dalšími dvěma radními Martinem Seppem a Pavlem Petráčkem stali terčem kritiky za to, že pobírali odměny za členství v dozorčí radě společnosti Silnice LK, která však v té době ještě nevyvíjela žádnou činnost. Radní se nakonec svých odměn vzdali.
Bursa byl kritizován i za pobírání odměn v dozorčí radě Krajské nemocnice Liberec, jejíž byl předsedou. Kvůli tomu byl společně s libereckou primátorkou Martinou Rosenbergovou a ředitelem nemocnice Jiřím Veselkou policií v červnu 2012 obviněn z porušování povinnosti při správě cizího majetku z nedbalosti.
V kauzách Nemocnice Česká Lípa a společnosti Silnice LK byl Bursa v roce 2014 spolu s dalšími osobami obžalován a hrozí mu až 8 let vězení.